# Paracanthonchus conicaudatus
Paracanthonchus conicaudatus is een rondwormensoort uit de familie van de Cyatholaimidae. De wetenschappelijke naam van de soort is voor het eerst geldig gepubliceerd in 1927 door Allgén.